# Обстріли Березівської сільської громади
Обстріли Березівської сільської громади — серія обстрілів та авіаударів російськими військами території Березівської сільської громади Шосткинського району Сумської області в ході повномасштабного російського вторгнення в Україну.

## 2022

### 10 жовтня
Після оголошення повітряної тривоги з 06:50 ранку 10 жовтня в Конотопі на Сумщині пролунали два вибухи. Також було зазначено, що у різних районах Сумської області зафіксовано перебої зі світлом. За інформацією ГУ ДСНС у Сумській області, станом на 18:00 10 жовтня пожежу ліквідували. Утім в усіх районах Сумської області понад добу були проблеми з електропостачанням, а, як наслідок, проблеми з водопостачанням.

## 2024

### 17 квітня
Близько двадцятої вечора російські військові скинули керовані авіаційні бомби на села Рождественське Ямпільської та Іващенкове Березівської громади на Сумщині. Про це повідомили в оперативному командуванні «Північ».

### 19 квітня
Ворог наніс авіаудар КАБ по території громади (2 вибухи).

### 28 травня
Здійснено артилерійський обстріл громади. Зафіксовано 2 вибухи.

### 9 серпня
росіяни здійснили авіаудар КАБом по с. Береза. За словами начальника Сумської ОВА Володимира Артюха протягом 9 серпня росіяни на Сумщині вперше використали нові бомби - універсальні міжвидові плануючі боєприпаси, певний гібрид між бомбою та ракетою: "Раніше це були прості КАБи, які планували й завдавали ударів по населених пунктах та об'єктах інфраструктури, зараз з'явилися нові плануючі боєприпаси. Вони такі ж, як і КАБи, але мають двигун. Ця бомба летить значно далі, у два рази, і точніше». Із 24 авіабомб, випущених вдень 9 серпня по території Сумської області нових бомб було – 11.

### 11 серпня
Між Березою та Глуховом, а також близько 19:00 по самому селу Береза (зокрема, поряд із будинком; загалом 9 будинків отримали пошкодження) ворог скинув три КАБи (загалом, по території Глухівщини з рф було вдарено 12 КАБами). Наступного дня допомогу у вигляді будівельних матеріалів отримали 19 домогосподарств с. Берези, де проживає 42 жителя.

### 13 серпня
У ніч на 13 серпня російські військові завдали ракетного удару по Березівській громаді Сумщини та скинули на її територію дві керовані авіаційні бомби. За інформацією ОК "Північ" у результаті обстрілу було пошкоджено багатоквартирний житловий будинок та об’єкти критичної інфраструктури. Крім того, в селі Землянка внаслідок ракетного удару були пошкоджені шість будинків, магазин та будинок культури.

### 21 серпня
Зафіксовано авіаудар двома КАБами по с. Первомайське.

### 22 серпня
Протягом доби від ворожих обстрілів з рф, станом на 05.00 23 серпня 2024 року, за інформацією ОК "Північ", по с. Первомайському ворог вдарив КАБом.

### 23 серпня
По с. Первомайське ворожа авіація здійснила три обстріли, кинувши 7 КАБів, 5 із них протягом дня, ще два - пізно увечері.

### 24 серпня
Був авіаудар (КАБ) по громаді (2 вибухи).

### 25 серпня
Були авіаудари (КАБ) (4 вибухи).

### 27 серпня
Зафіксовано авіаудар КАБ по громаді (2 вибухи).

### 28 серпня
Зафіксовано пуск авіабомб КАБ (6 вибухів).

### 29 серпня
Зафіксовано удар FPV-дроном (1 вибух), пуск авіабомб КАБ (4 вибухи).

### 8 вересня
У ніч на 8 вересня після 3 години ранку чотирма КАБами ворог наніс удар по с. Береза. Внаслідок цього було повністю знищено 2 будинки та декілька постраждало, а в десятках будинків навколо вилетіли шибки у вікнах. Осколкові порання отримав 15-пічний підліток .
Приблизно о 9:30 ворог ударив КАБами по загальноосвітній школі у с. Первомайське Березівської громади. Навчальний заклад зазнав значних пошкоджень. Попередньо, жертв і постраждалих не було. Також було знищено магазин та пошкоджено Будинок культури: там вибито вікна та дуже посікло дах. Загалом по цьому селу ворог здійснив два обстріли, скинувши, загалом 5 КАБів. Внаслідок цих обстрілу, за інформацією ОК "Північ", було пошкоджено два приватні будинки, будівлю закладу торгівлі, навчальний заклад, будинок культури та об’єкт критичної інфраструктури.